# Jean-Pierre Beckius
Johann Peter (Jean-Pierre) Beckius (Mertert, 4 augustus 1899 – aldaar, 11 december 1946) was een Luxemburgs kunstschilder.

## Leven en werk
Jean-Pierre Beckius was een zoon van Peter Beckius en Catharina Thull. Beckius werd geboren in een familie van wijnbouwers en boeren. Op aanraden van de latere politicus Pierre Frieden, toen zelf nog student, ging Beckius niet het land op, maar mocht hij verder studeren. Hij bezocht het École d'artisans de l'État (1914-1918), als leerling van Pierre Blanc en Ferdinand d'Huart. Hij vervolgde zijn opleiding aan de École nationale supérieure des beaux-arts in Parijs. Hij woonde zeven jaar in de Franse hoofdstad en kwam daar in aanraking met het werk van Jean-Baptiste Corot en de impressionisten, wat een invloed had op zijn eigen schilderstijl. Hij ontmoette er ook Josy Meyers en Mathias Reckinger, die vrienden voor het leven werden. Beckius schilderde bij voorkeur in de rustigere straatjes van de stad, in Montmartre of aan de Seine. Zijn stadsgezichten en landschappen toonden in de regel weinig mensen, de mensen die hij schilderde waren vaak van eenvoudige komaf. Beckius was lid van de kunstenaarsvereniging Cercle Artistique de Luxembourg (CAL) en exposeerde geregeld op de Salon du CAL. Bij de editie van 1922 won hij de Prix Grand-Duc Adolphe, bij de editie van 1937 de Prix du Gouvernement.
Met de steun van premier Joseph Bech kon Beckius tussen 1928 en 1930 door Italië reizen. In 1933 trouwde hij met Gabrielle Breyer en reisde met haar naar Nederland, een huwelijksreis die twee jaar zou duren. Hij schilderde de grachten, huizen en smalle straatjes van Amsterdam en buiten de stad de tulpenvelden en duinen. In 1934 keerde het paar terug naar Mertert. Daar werd in 1942 dochter Triny Beckius geboren, die ook zou gaan schilderen.
Beckius overleed eind 1946, op 47-jarige leeftijd. In 1947 en 1967 werd in het Musée National d'Histoire et d'Art (MNHA) een retrospectief gehouden. In Mertert werd een straat naar hem vernoemd.

## Enkele werken
- 1924 muurschildering van vier scenes uit het Nieuwe Testament in het koor van de parochiekerk van Bissen.
- 1939 een serie van negen aquarellen ter gelegenheid van het 100-jarig jubileum van de Luxemburgse onafhankelijkheid. Beckius schonk de serie aan groothertogin Charlotte van Luxemburg bij haar bezoek aan Grevenmacher.

## Fotogalerij

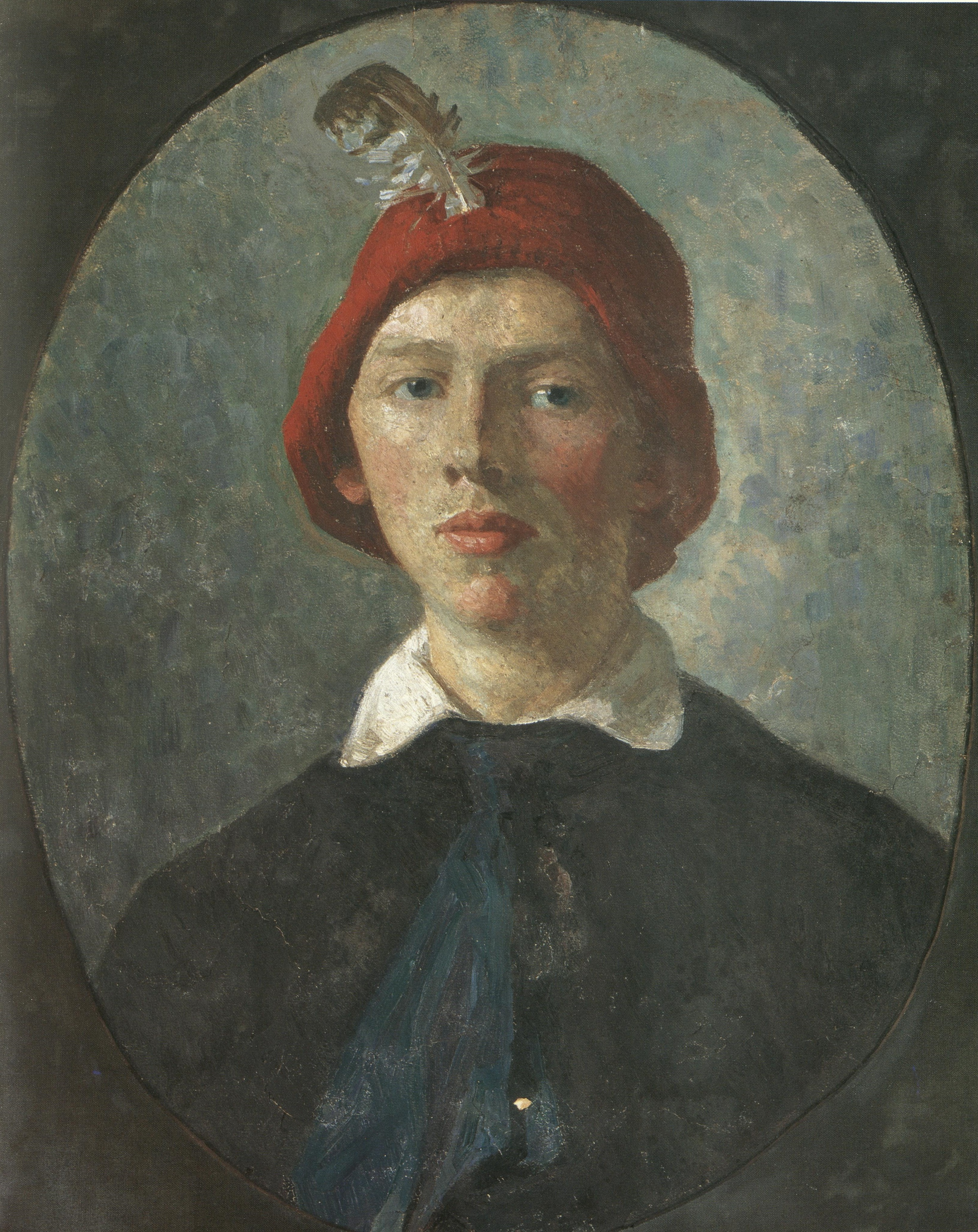
zelfportret (ca. 1917)
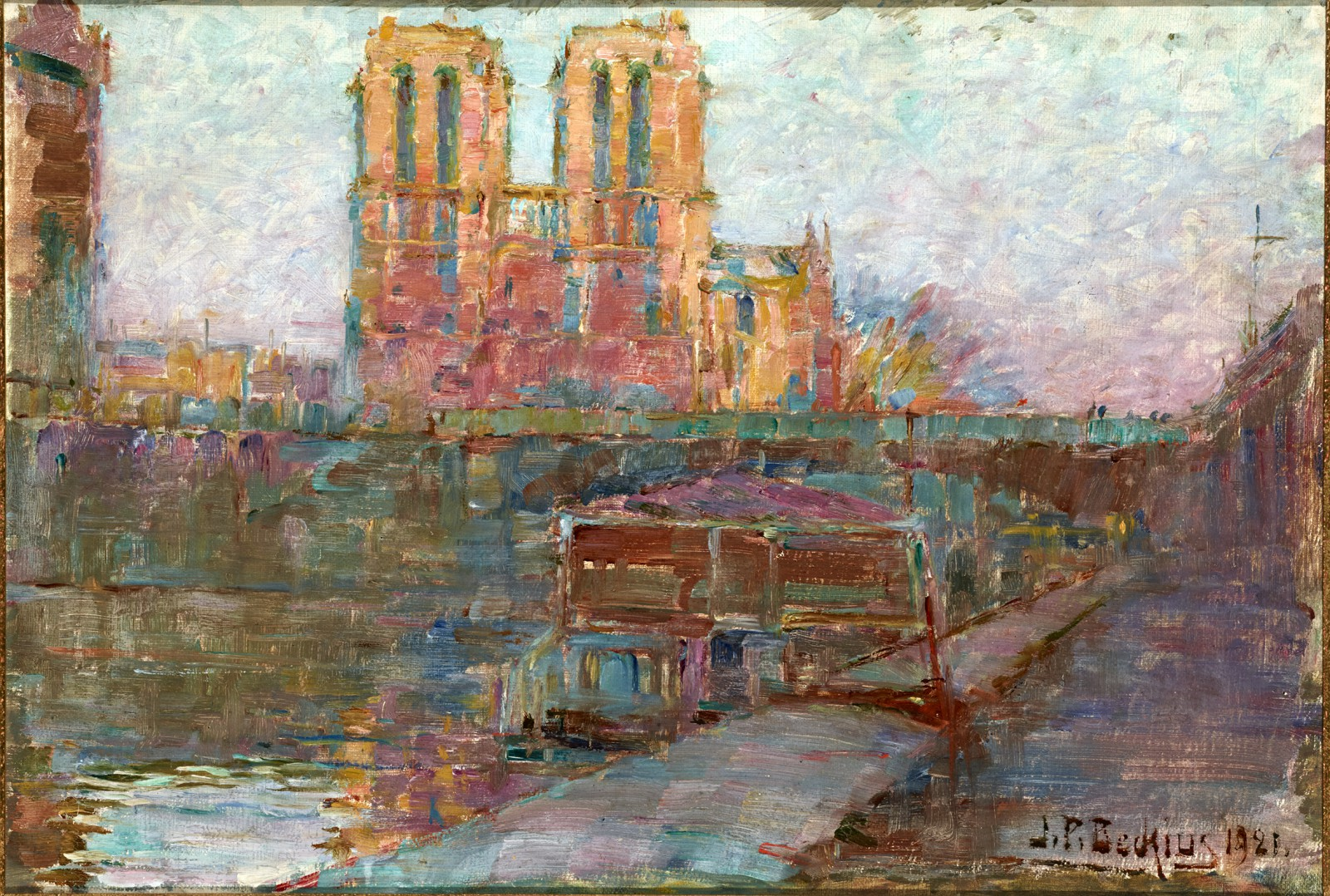
Notre-Dame van Parijs (1921)
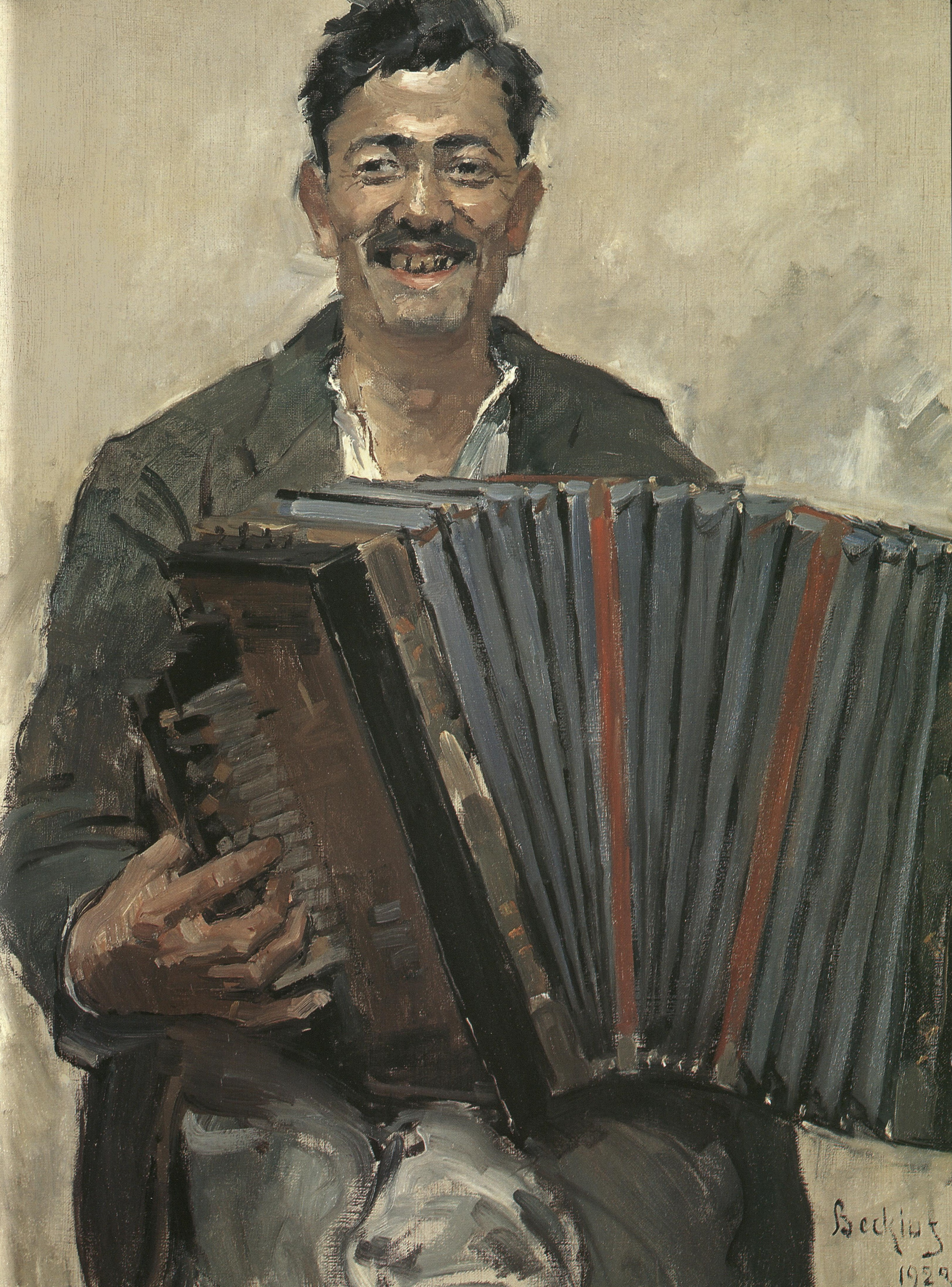
accordeonist (1923)
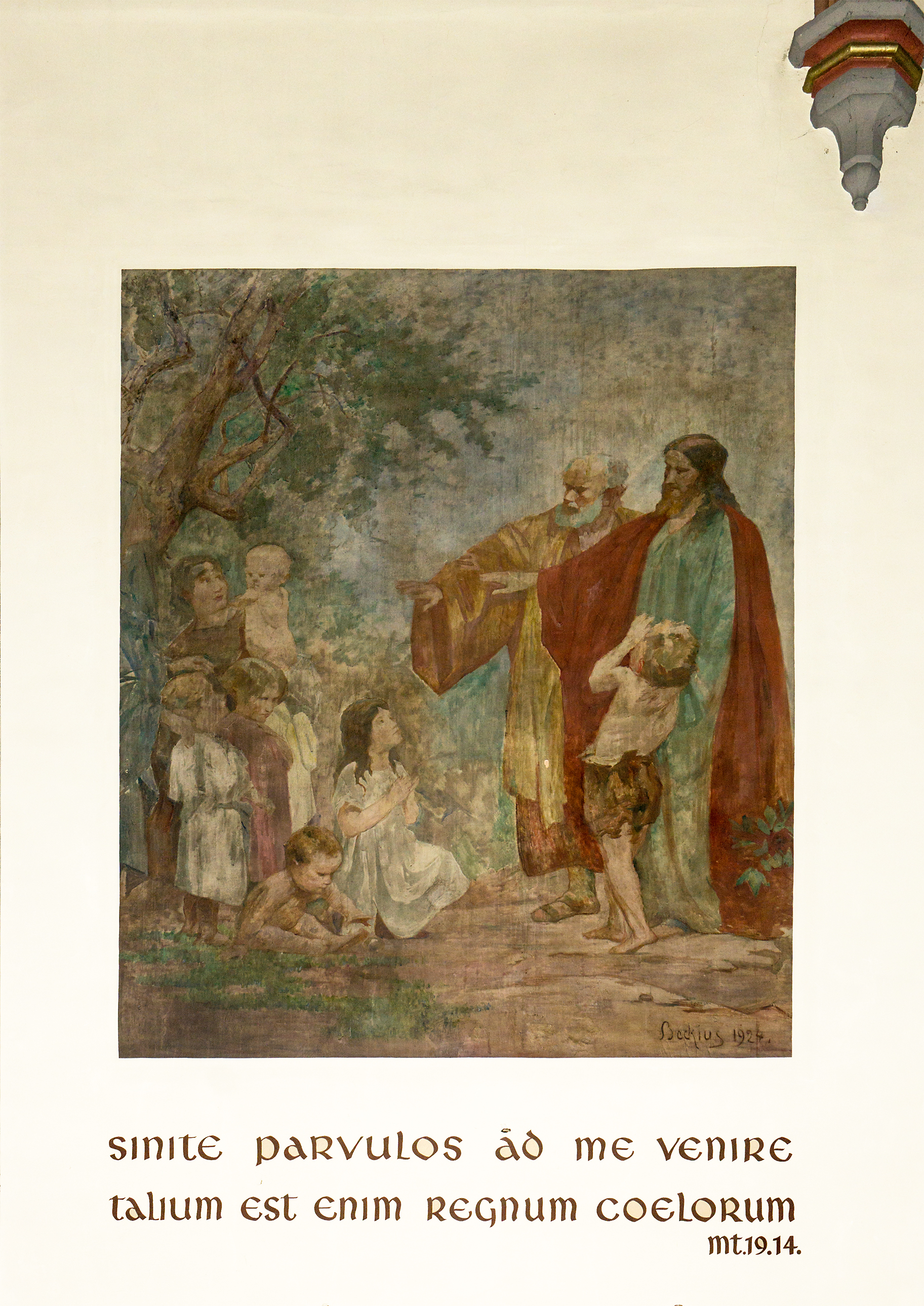
fresco (1924) in Bissen
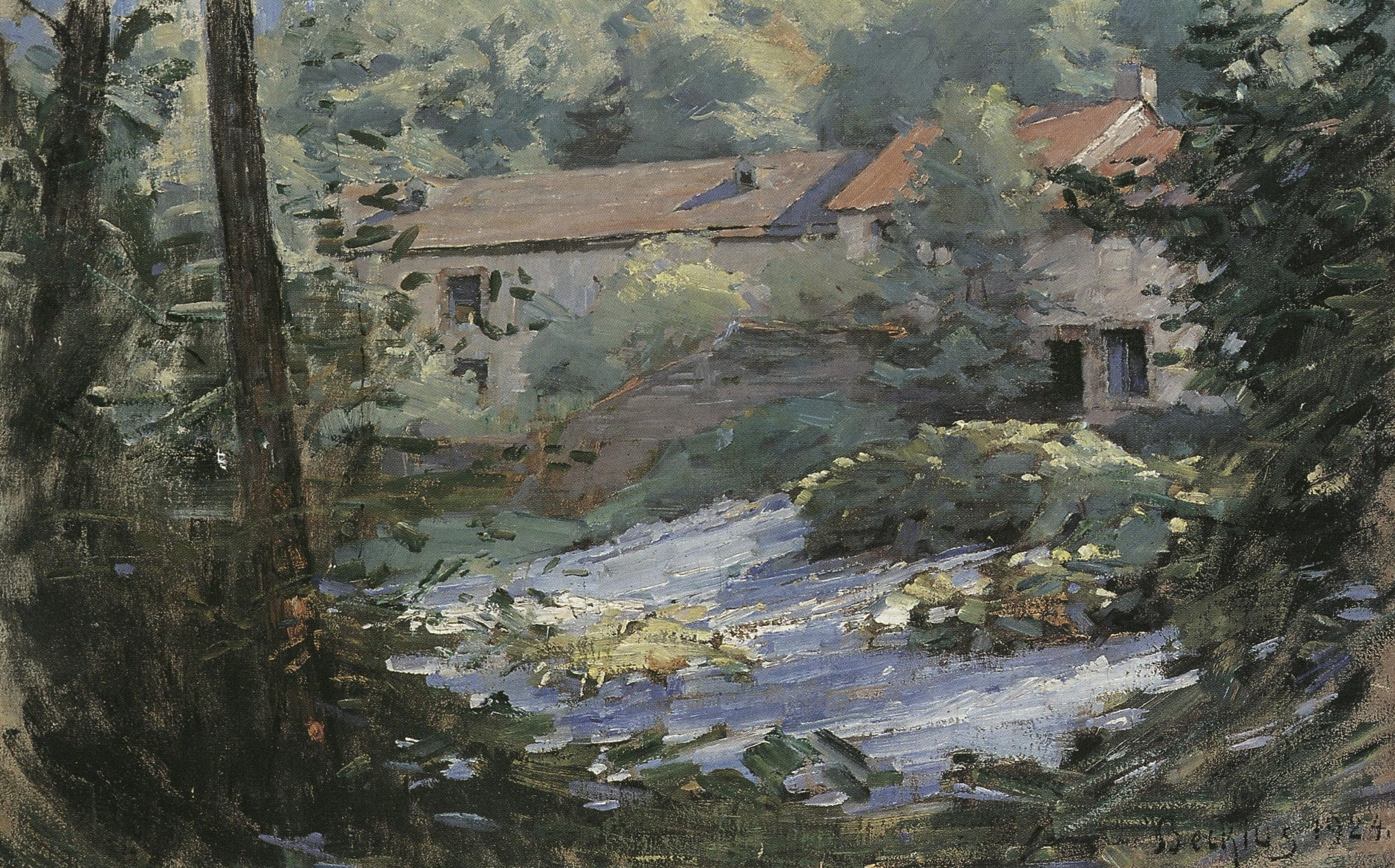
Lärensmillen (1924)
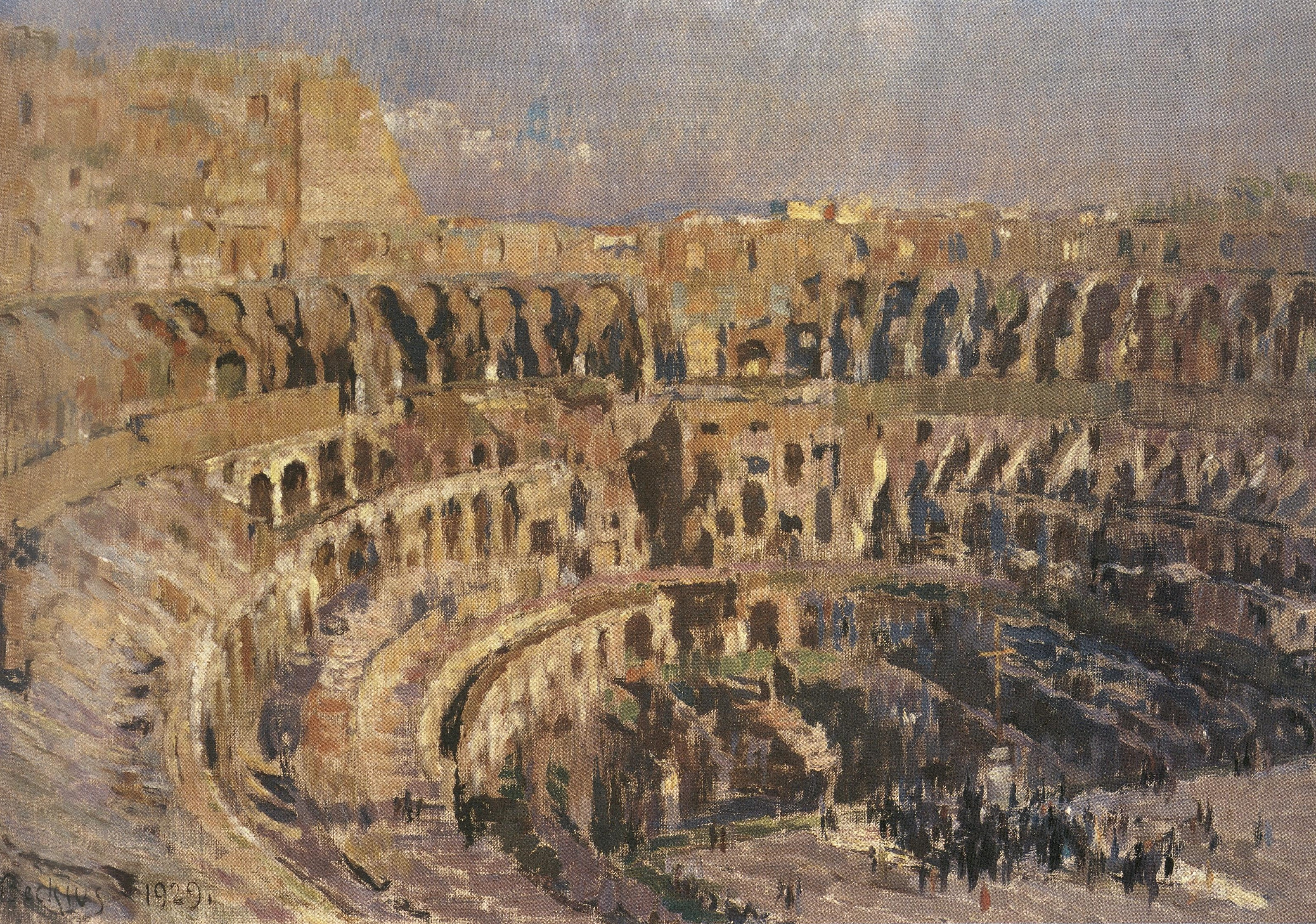
colosseum in Rome (1929)
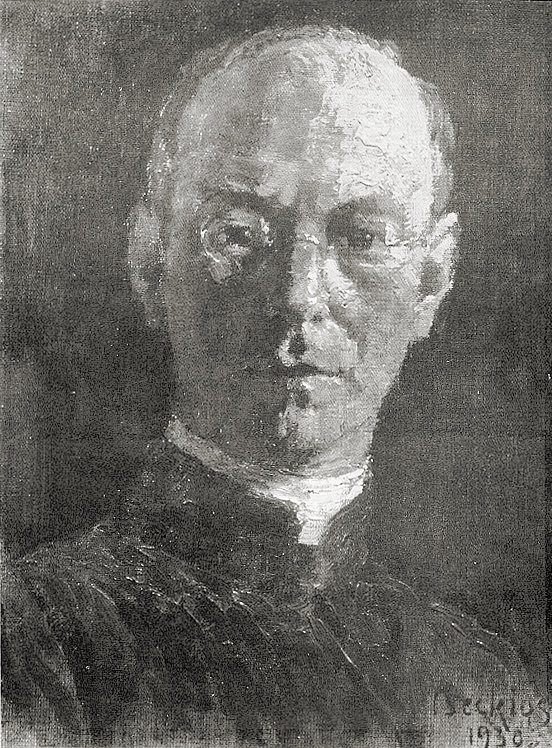
Prof. Dr. Léon Lommel
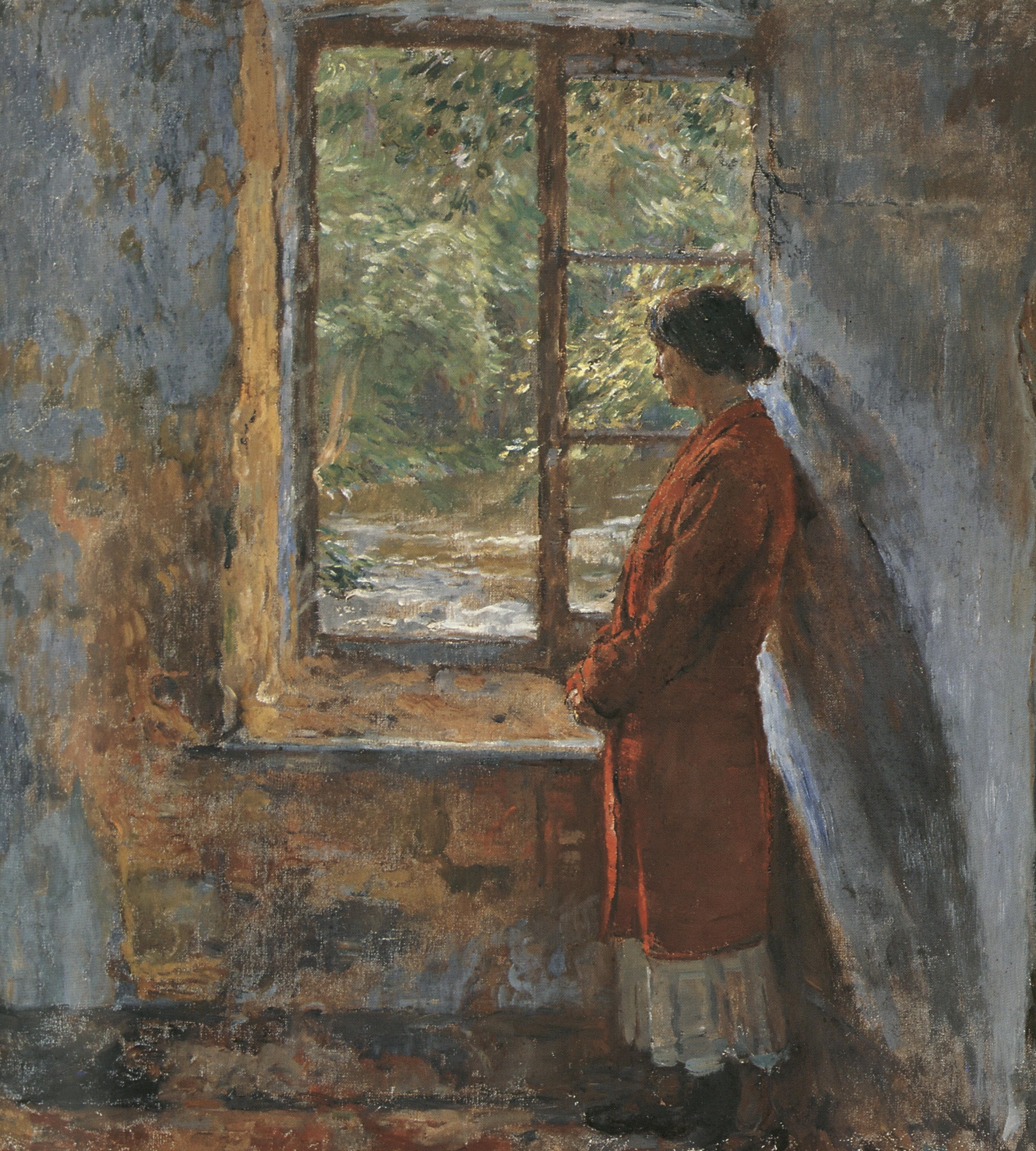
verloofde Gabrielle (ca. 1932)
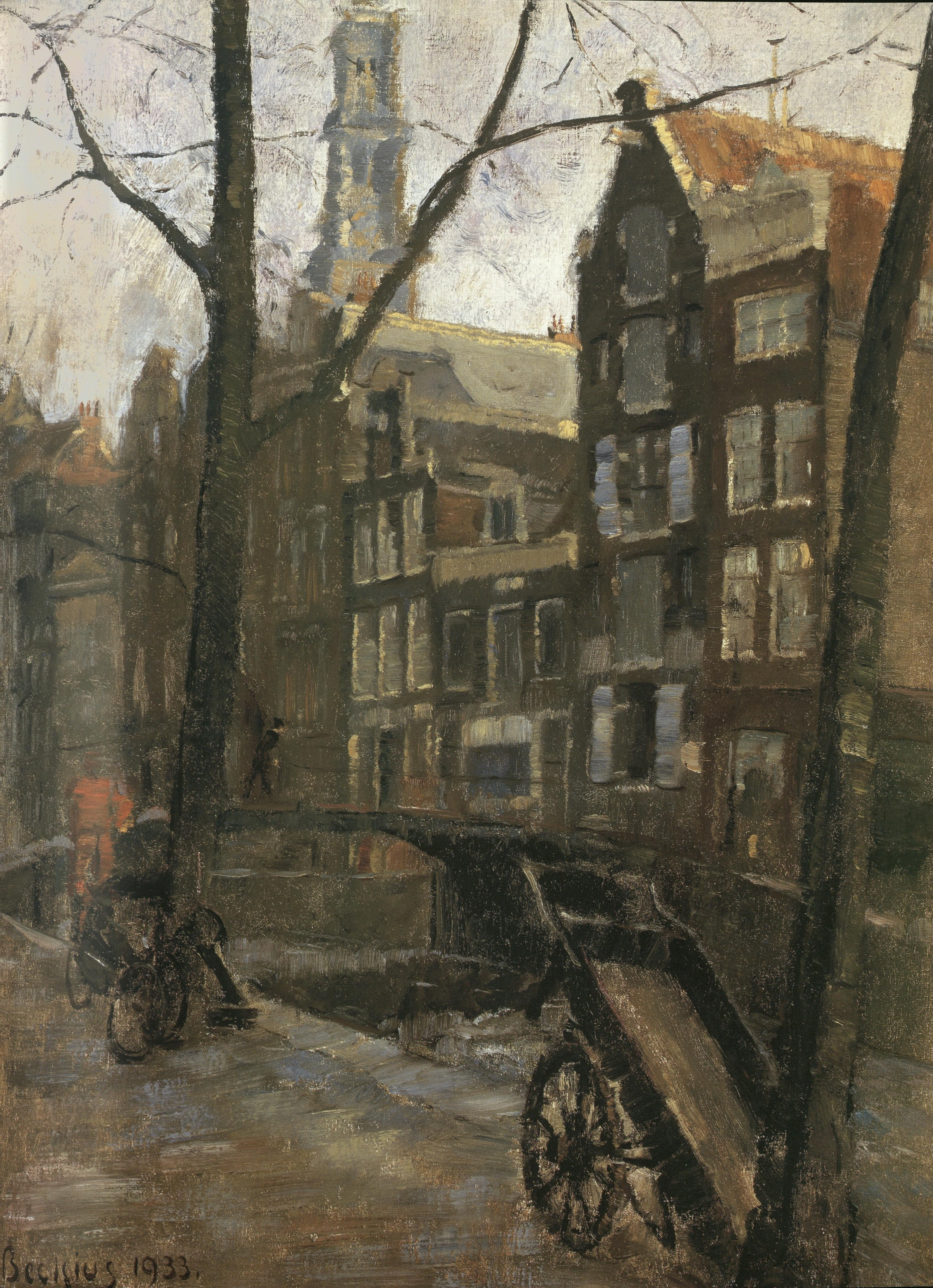
Amsterdamse gracht (1933), collectie MNHA
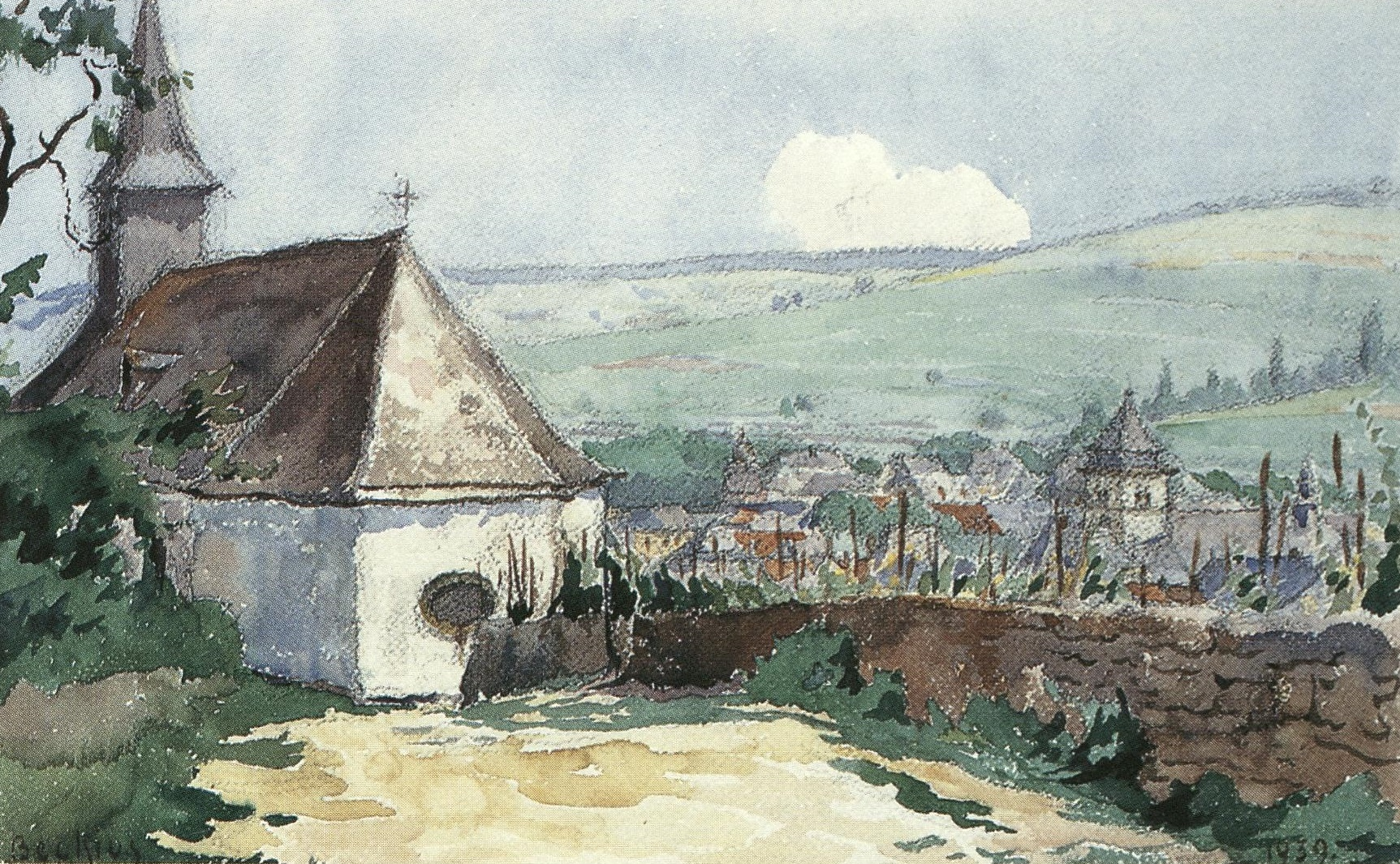
Kruiskapel (1939) in Grevenmacher

- Gemeinsame Normdatei: 124352251
- International Standard Name Identifier: 0000 0000 1484 8337
- Musée national d'archéologie, d'histoire et d'art: lkl001096
- RKD-Nederlands Instituut voor Kunstgeschiedenis: 5521
- Virtual International Authority File: 69858997
- WorldCat: E39PBJvCMbxfTpJHdW96Mb6VG3